# Grez-Doiceau
Grez-Doiceau (vallonska Gré, nederländska Graven) är en kommun i den franskspråkiga provinsen Vallonska Brabant i Belgien. Den består av de fem ortsdelarna Archennes (nederländska Eerken), Biez, Bossut-Gottechain, Grez-Doiceau och Nethen.

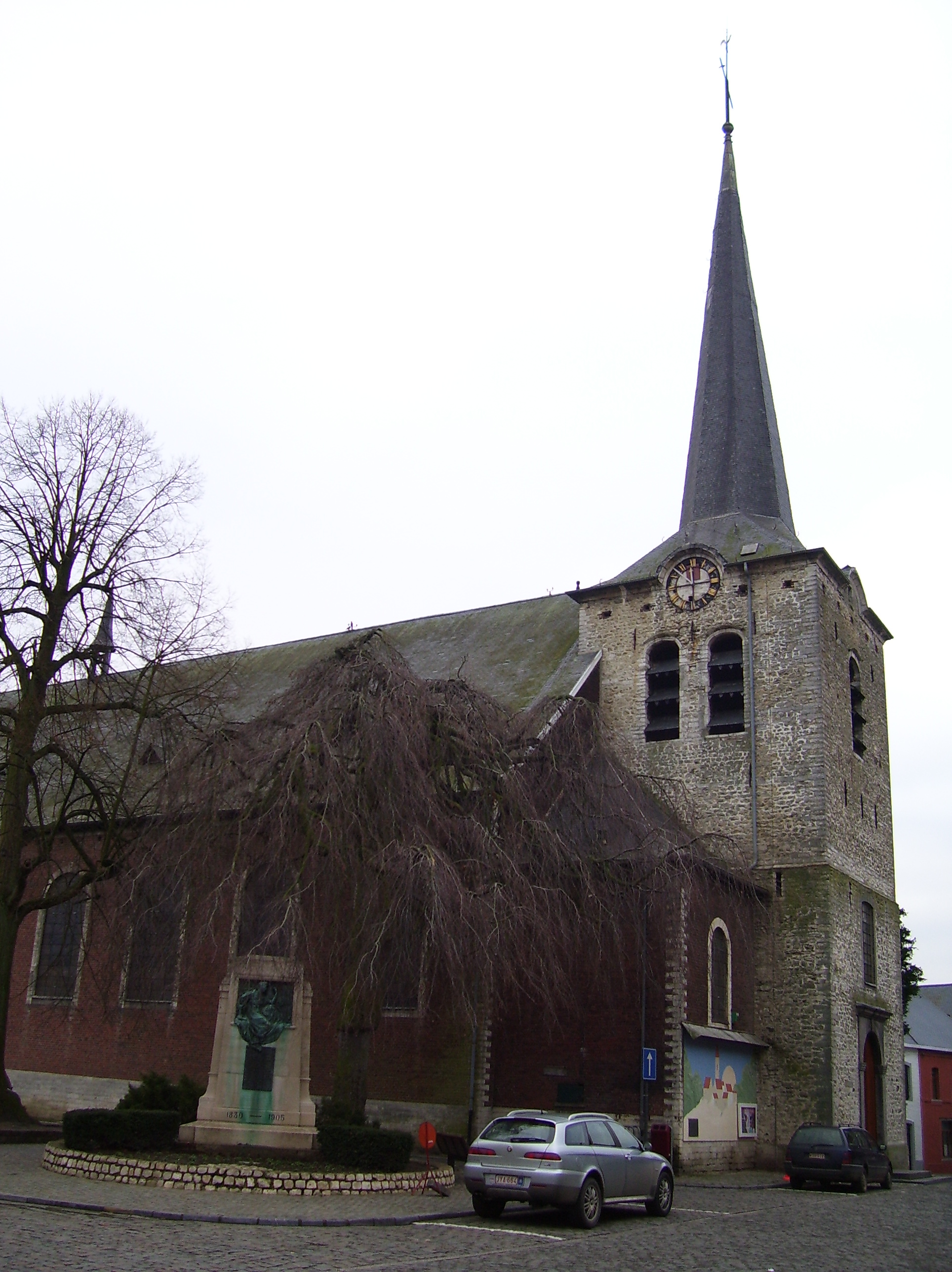
Saint Georges kyrka